# Campeonato Mundial de Patinação Artística no Gelo de 1922
O Campeonato Mundial de Patinação Artística no Gelo de 1922 foi a vigésima edição do Campeonato Mundial de Patinação Artística no Gelo, um evento anual de patinação artística no gelo organizado pela União Internacional de Patinação (em inglês:  International Skating Union) onde os patinadores artísticos competem pelo título de campeão mundial. Nesta edição as competições individuais foram disputadas entre os dia 4 de fevereiro e 6 de fevereiro na cidade de Estocolmo, Suécia; e a competição de duplas foi disputada no dia 29 de janeiro na cidade de Davos, Suíça. Esta foi a primeira edição após a paralisação devido a Primeira Guerra Mundial.

## Eventos
- Individual masculino
- Individual feminino
- Duplas

## Medalhistas
| Evento                        | Ouro                                       | Prata                                                    | Bronze                                     |
| Individual masculino detalhes | Gillis Grafström · Suécia                  | Fritz Kachler · Áustria                                  | Willy Böckl · Áustria                      |
| Individual feminino detalhes  | Herma Plank-Szabo · Áustria                | Svea Norén · Suécia                                      | Margot Moe · Noruega                       |
| Duplas detalhes               | Helene Engelmann · Alfred Berger · Áustria | Ludowika Jakobsson-Eilers · Walter Jakobsson · Finlândia | Margaret Metzner · Paul Metzner · Alemanha |

## Resultados

### Individual masculino
| Pos.              | Nome             | Nacionalidade | Pontos |
| ----------------- | ---------------- | ------------- | ------ |
| Medalha de ouro   | Gillis Grafström | Suécia        | 7      |
| Medalha de prata  | Fritz Kachler    | Áustria       | 8      |
| Medalha de bronze | Willy Böckl      | Áustria       | 15     |
| 4                 | Martin Stixrud   | Noruega       | 20     |

### Individual feminino
| Pos.              | Nome              | Nacionalidade | Pontos |
| ----------------- | ----------------- | ------------- | ------ |
| Medalha de ouro   | Herma Plank-Szabo | Áustria       | 5      |
| Medalha de prata  | Svea Norén        | Suécia        | 11     |
| Medalha de bronze | Margot Moe        | Noruega       | 14     |

### Duplas
| Pos.              | Nome                                         | Nacionalidade | Pontos |
| ----------------- | -------------------------------------------- | ------------- | ------ |
| Medalha de ouro   | Helene Engelmann / Alfred Berger             | Áustria       | 6      |
| Medalha de prata  | Ludowika Jakobsson-Eilers / Walter Jakobsson | Finlândia     | 12.5   |
| Medalha de bronze | Margaret Metzner / Paul Metzner              | Alemanha      | 17.5   |
| 4                 | Grete Weise / Georg Velisch                  | Alemanha      | 17     |
| 5                 | Alexia Bryn-Schøien / Yngvar Bryn            | Noruega       | 22     |

## Quadro de medalhas
| Ordem | País      | Medalha de ouro | Medalha de prata | Medalha de bronze |   | Ordem por total |
| ----- | --------- | --------------- | ---------------- | ----------------- | - | --------------- |
| 1     | Áustria   | 2               | 1                | 1                 | 4 | 1               |
| 2     | Suécia    | 1               | 1                |                   | 2 | 2               |
| 3     | Finlândia |                 | 1                |                   | 1 | 3               |
| 4     | Alemanha  |                 |                  | 1                 | 1 | 3               |
| 4     | Noruega   |                 |                  | 1                 | 1 | 3               |
| TOTAL | TOTAL     | 3               | 3                | 3                 | 9 | —               |